# Молитва за дявола
„Плячка за дявола“ (на английски: Prey for the Devil) е американски свръхестествен филм на ужасите от 2022 г. на режисьора Даниел Стам, а сценарият е на Робърт Запия. Във филма участват Жаклин Байърс, Колин Салмон, Крисчън Наваро, Лиза Полфри, Никълъс Ралф, Вирджиния Мадсън и Бен Крос, който му е последният филм преди смъртта му през 2020 г. и се посещава в негова памет.
Също така участват и българските актьори Велизар Бинев, Койна Русева и Дебора Жечева.
Премиерата на филма е в Съединените щати на 28 октомври 2022 г. от „Лайънсгейт“ и получава смесени отзиви от критиката.

## Актьорски състав
- Жаклин Байърс – Сестра Ан
  - Дебора Жечева – Ан като малка[3][4]
- Поузи Тейлър – Натали
- Колин Салмон – отец Куин
- Вирджиния Мадсън – доктор Питърс
- Бен Крос – Матюс
- Крисчън Наваро – отец Данте
- Лиза Палфри – сестра Ефремия
- Никълъс Ралф – отец Реймънд
- Велизар Бинев – отец Бърнхард
- Емона Илиева - Мила
- Койна Русева - майката на Ан

## Производство
Снимките се проведоха през лятото на 2020 г. в София, България. Актьорът Бен Крос почина на 18 август 2020 г. и е приключил снимките от своя страна само десет дни преди това.

## Премиера
„Молитва за дявола“ е пуснат по кината на 28 октомври 2022 г. от „Лайънсгейт“. Предишно е предвиден да излезе в Съединените щати на 8 януари 2021 г., преди да се премести на 11 февруари 2022 г.
В България филмът е пуснат на същата дата от „Форум Филм България“.